# Deutsche Futsal-Meisterschaft 2020
Die Deutsche Futsal-Meisterschaft 2020 war die 15. Auflage der deutschen Meisterschaft im Futsal. Die Endrunde fand in der Zeit vom 13. bis 16. August 2020 im Sportpark Duisburg statt. Der VfL 05 Hohenstein-Ernstthal besiegte im Finale den SSV Jahn Regensburg mit 6:2 und sicherte sich zum zweiten Mal den deutschen Meistertitel.

## Teilnehmer
Für die Deutsche Futsal-Meisterschaft qualifizierten sich die Meister und Vizemeister der fünf Regionalverbände des DFB.
| Platz | Nord              | West                                 | Südwest               | Nordost                     | Süd                 |
| 1     | HSV-Panthers      | MCH Futsal Club Bielefeld-Sennestadt | TSG Mainz-Bretzenheim | VfL 05 Hohenstein-Ernstthal | TSV Weilimdorf      |
| 2     | FC Fortis Hamburg | Futsal Panthers Köln                 | FC Meisenheim         | 1894 Berlin                 | SSV Jahn Regensburg |

## Modus
Die fünf Regionalmeister und der Vizemeister des besten Regionalverbandes sind automatisch für das Viertelfinale qualifiziert. Zur Ermittlung des besten Regionalverbandes wurde eine Leistungstabelle herangezogen, bei der das Abschneiden der Mannschaften bei den drei letzten ausgetragenen deutschen Meisterschaften berücksichtigt wird. Das Freilos ging 2020 an den Vizemeister des Regionalverbands Nordost. Die vier anderen Vizemeister greifen bereits in der Vorrunde in das Turnier ein. Dabei trifft der Vizemeister des zweitbesten Regionalverbandes auf den des fünftbesten und der Vizemeister des drittbesten Regionalverbandes auf den des viertbesten. Wegen der COVID-19-Pandemie wurde die Endrunde in Turnierform an einem zentralen Ort ausgetragen.

## Spielplan

### Achtelfinale
Gespielt wurde am 13. August 2020.
|                     | Ergebnis |                       |
| ------------------- | -------- | --------------------- |
| SSV Jahn Regensburg | 5:1      | TSG Mainz-Bretzenheim |
| FC Fortis Hamburg   | 3:5      | Futsal Panthers Köln  |

### Viertelfinale
Gespielt wurde am 14. August 2020.
|                                      | Ergebnis  |                             |
| ------------------------------------ | --------- | --------------------------- |
| MCH Futsal Club Bielefeld-Sennestadt | 5:3       | HSV Panthers                |
| SSV Jahn Regensburg                  | 6:5       | FC Meisenheim               |
| Futsal Panthers Köln                 | 1:3       | VfL 05 Hohenstein-Ernstthal |
| 1894 Berlin                          | 3:6 n. V. | TSV Weilimdorf              |

### Halbfinale
Gespielt wurde am 15. August 2020.
|                                      | Ergebnis  |                     |
| ------------------------------------ | --------- | ------------------- |
| MCH Futsal Club Bielefeld-Sennestadt | 6:7 n. V. | SSV Jahn Regensburg |
| VfL 05 Hohenstein-Ernstthal          | 4:2 n. V. | TSV Weilimdorf      |

### Finale
Gespielt wurde am 16. August 2020.
|                     | Ergebnis |                             |
| ------------------- | -------- | --------------------------- |
| SSV Jahn Regensburg | 2:6      | VfL 05 Hohenstein-Ernstthal |